# 오쿠와촌
오쿠와촌(일본어: 大桑村)은 일본 나가노현 서남부에 있는 기소군의 촌이다. 기소 골짜기 남쪽에 위치하는 산간 마을이다.

## 지리
나가노현 남서부에 있고 기소군에 속한다. 동쪽은 기소산맥, 서쪽은 아테라 산지에 끼어 있는 산간 마을이고 마을의 중앙부를 기소강이 남북으로 관류한다. 구 나카센도 스하라주쿠·노지리주쿠를 포함해 취락은 기소강가의 얼마 안되는 평탄지에 집중되어 있다.

## 역사
- 1871년 7월 14일 - 폐번치현으로 나고야번은 나고야현이 되었다. 11월에는 나고야현의 시나노국 부분이 지쿠마현이 되었다.
- 1874년 11월 7일 - 지쿠마군 스하라촌·나가노촌·도노촌·노지리촌이 합병해 오쿠와촌이 되었다.
- 1876년 - 지쿠마현의 시나노국 부분이 나가노현에 편입되어 나가노현 지쿠마군 오쿠와촌이 되었다.
- 1879년 - 니시치쿠마군 성립으로 니시치쿠마군 오쿠와촌이 되었다.
- 1881년 3월 12일 - 오쿠와촌이 스하라촌·나가노촌·도노촌·노지리촌으로 분리되었다.
- 1889년 4월 1일 - 시정촌제 시행과 함께 재차 합병해 오쿠와촌이 성립하였다.
- 1968년 5월 1일 - 니시치쿠마군이 기소군으로 개칭해 기소군 오쿠와촌이 되었다.

## 인구
| 연도 | 인구  | ±%     |
| ---- | ----- | ------ |
| 1940 | 6,274 | —      |
| 1950 | 7,362 | +17.3% |
| 1960 | 7,994 | +8.6%  |
| 1970 | 6,338 | −20.7% |
| 1980 | 5,637 | −11.1% |
| 1990 | 5,160 | −8.5%  |
| 2000 | 4,770 | −7.6%  |
| 2010 | 4,146 | −13.1% |

## 교통

### 철도
- 도카이 여객철도 주오 본선

### 도로
- 국도 19호선